# Lembata
Lembata  (en indonesio: Pulau Lembata) es una isla en las islas menores de la Sonda, antes conocida como isla Lomblen o también Kawula, es la mayor isla del archipiélago de Solor, en las islas menores de la Sonda, Indonesia. Forma parte de la provincia de Nusa Tenggara Timur. La longitud de la isla es de unos 80 km del suroeste al noreste y el ancho es de unos 30 km desde el oeste hacia el este. Se eleva a una altitud de 1533 m.
Al oeste están las otras islas del archipiélago, como Solor y Adonara, a continuación, la isla más grande llamada Flores. Al este se encuentra el estrecho de Alor, que separa este archipiélago del archipiélago de Alor. Al sur por el mar de Savu se encuentra la isla de Timor, mientras que al norte esta la parte occidental del mar de Banda que la separa de Buton y las otras islas del sudeste de Sulawesi.
La ciudad capital Lewoleba (también conocida como Labala) se encuentra en la parte occidental de la isla junto a una enorme bahía frente al volcán Ilê Ape en el Norte. Los buques con frecuencia conectan las ciudades costeras y las islas circundantes, pero el único puerto grande existe en Lewoleba esta en la parte norte de la isla. Desde Lewoleba hay conexiones diarias a Larantuka, Flores, y Waiwerang en la vecina isla de Adonara.
Al igual que las otras islas Menores de la Sonda, y como gran parte de Indonesia, Lembata es volcánicamente activa. Cuenta con tres volcanes, Ililabalekan, Iliwerung y Lewotolo.